# توماس ويليام بيرد
توماس ويليام بيرد هو سياسي كندي، ولد في 4 مايو 1883 في المملكة المتحدة، وتوفي في 9 يونيو 1958 في سانت توماس في كندا. حزبياً، نشط في Progressive Party of Canada ‏. وقد انتخب عضو مجلس العموم الكندي.